# Leucospis sumichrastii
Leucospis sumichrastii är en stekelart som beskrevs av Cresson 1872. Leucospis sumichrastii ingår i släktet Leucospis och familjen Leucospidae. Inga underarter finns listade i Catalogue of Life.